# Pierre Hardy (tir)
Pour les articles homonymes, voir Pierre Hardy et Hardy.
Pierre Adolphe Hardy, né le 24 avril 1882 à Flers et mort le 20 février 1968 à Sannois, est un tireur sportif français. 

## Carrière
Aux Jeux olympiques d'été de 1924 se tenant à Paris, Pierre Hardy remporte la médaille d'argent dans l'épreuve de rifle libre par équipes.